# Kloster Speinshart
Das Kloster Speinshart ist eine Abtei des Prämonstratenserordens in Speinshart in der Oberpfalz in der Diözese Regensburg. Die Anlage mit vier Flügeln ist im Barock entstanden. Die Stiftskirche mit dem Patrozinium Maria Immaculata ist heute Kloster- und Pfarrkirche.

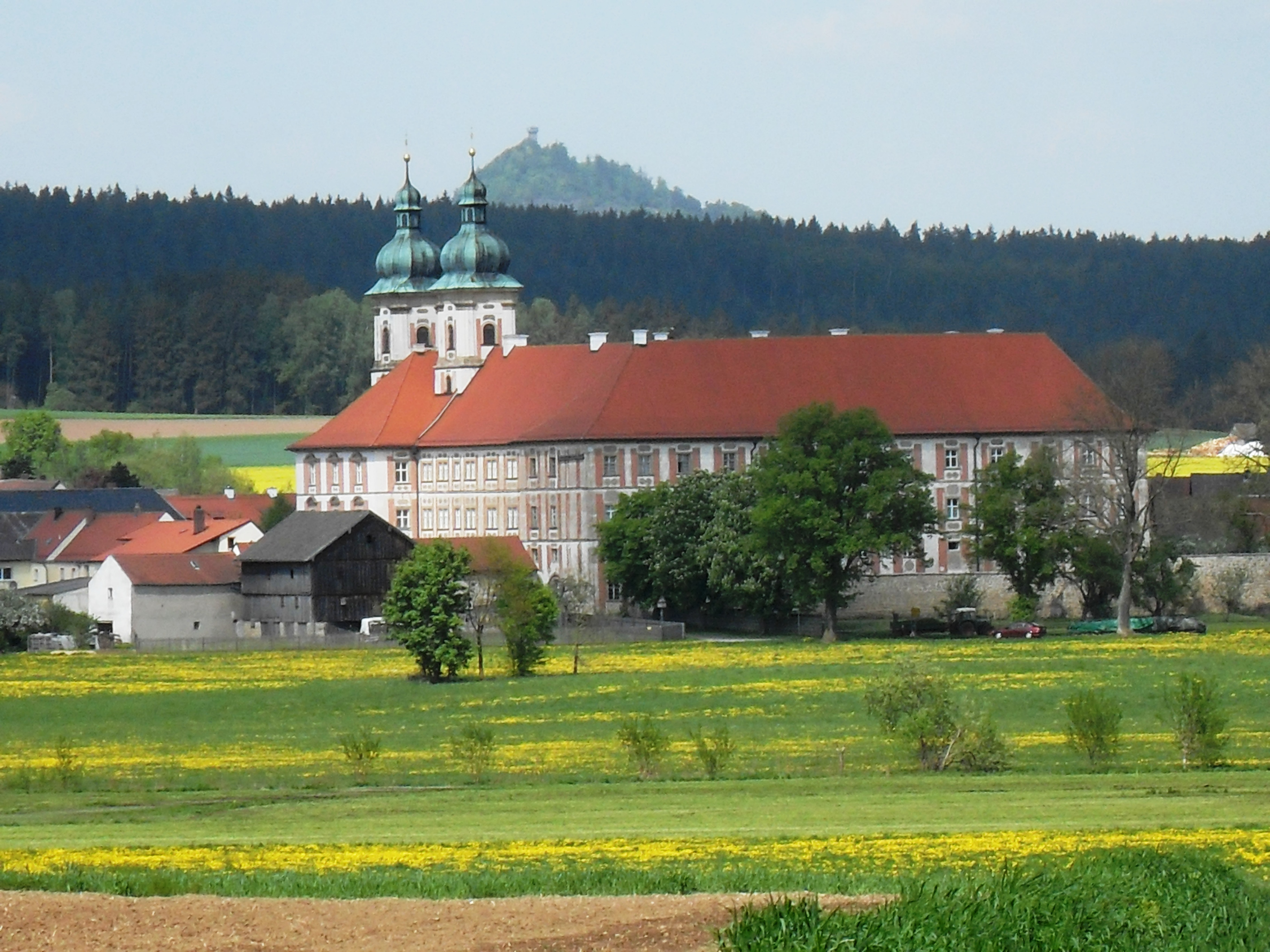
Kloster Speinshart

## Geschichte

### Gründung
Ein weitläufiges Waldgebiet, der sogenannte Spechtswald (althochdeutsch Spetheshart), lag im Hochmittelalter im Nordgau. Auf diesem Territorium stiftete das kinderlose Ehepaar Adelvolk und Richenza von Reifenberg vermutlich im Jahre 1145 das Kloster Speinshart. Auch die Brüder von Adelvolk, Eberhard (später Bischof von Bamberg mit dem Namen Eberhard II. von Otelingen) und Reinhold beteiligten sich durch Güter an der Ausstattung dieser Klosterstiftung. Eine Bestätigungsurkunde für das Kloster wurde von Kaiser Friedrich Barbarossa 1163 ausgestellt.
Ob bereits bei der Stiftung des Klosters Chorherren aus dem Prämonstratenserkloster Wilten bei Innsbruck in Tirol – von dort kamen die ersten Prämonstratenser nach Speinshart – anwesend waren, kann nicht mit letzter Sicherheit gesagt werden. Durch ein Privileg des Kaisers Friedrich Barbarossa von 1163 besaßen die Kaiser als Schutzherren auch das Vogteirecht über das Kloster. In einem Schutzbrief des Papstes Alexander II. von 1181 wurden zum ersten Mal die Prämonstratenser in Speinshart urkundlich erwähnt, und das Kloster wurde von jeder weltlichen Herrschaft und Bedrückung frei erklärt.
Die Lage in einem sumpfigen Tal entspricht aber der klassischen Ortswahl für ein Prämonstratenserkloster, da auch Prémontré – das erste Kloster des Ordens vom Heiligen Norbert von Xanten – in einem sumpfigen Tal lag. Dieses Indiz spricht dafür, dass das Kloster Speinshart tatsächlich für die Prämonstratenser gegründet wurde. In verschiedenen Orten der Region übernahmen die Prämonstratenser die Seelsorge und pflegten dort in den nachfolgenden Jahrhunderten das religiöse und kulturelle Leben.

### Das Kloster im Spätmittelalter
Geleitet wurde der Konvent von einem Propst. Der erste Propst Grimo schloss sich 1147 dem zweiten Kreuzzug an. Unter Konrad IV. und Heinrich III. kamen gegen Ende des 13. Jahrhunderts durch Stiftungen der Landgrafen von Leuchtenberg und weiterer lokaler Adelsgeschlechter zahlreiche Besitzungen zum Kloster Speinshart hinzu. Zweimal wurde das Kloster schwer in Mitleidenschaft gezogen, 1310 beschädigten es ein königliches Heer schwer und 1429 plünderten die Hussiten das Koster.
Eine erste Blüte erlebte das Kloster im 15. Jahrhundert unter dem Propst Georg Ochs von Gunzendorf. Damals erhob Papst Pius II. das Kloster zur Abtei. Nun stand ein Abt dem Konvent vor und repräsentierte mit seinen Pontifikalien das hohe Selbstbewusstsein des Chorherrenstiftes. Zeitweise war Speinshart die Mutterabtei für das Kloster Tepl in Böhmen.

### Die Folgen der Reformationszeit
Eine erste Zäsur in der Geschichte bildete die Reformationszeit. Unter dem Kurfürsten Ottheinrich wurde im Jahre 1556 in der gesamten Oberpfalz die katholische durch die neue lutherische Lehre verdrängt; alle katholischen Riten und Praktiken wurden verboten. Abt Johann III. Georg von Gleißenthal heiratete mit Genehmigung des Landesherrn 1556 und konnte weiterhin seine Abtswürde behalten. Ende des genannten Jahres kam es zu einer Visitation, dabei wurde eine durchwegs protestantisch geprägte Einrichtung vorgefunden. Mit dem Übergang der Oberpfalz an den kalvinistischen Kurfürsten Friedrich III. kam es zum Zusammenbruch der Abtei Speinshart, die schließlich säkularisiert und ein Staatsgut wurde. 1564 wurde Johann III. Georg von Gleißenthal in die Pension geschickt und ein Klosterrichter eingesetzt. Erster Richter wurde Hans von Schlammersdorf.

### Wiedererrichtung
Aus dem Kloster Steingaden kamen 1661 in der Herrschaftszeit des Kurfürsten von Bayern Ferdinand-Maria wieder Prämonstratenser nach Speinshart. In den nächsten Jahrzehnten bemühte sich der neue Konvent um die bauliche Instandsetzung der Stiftskirche und des Konventtraktes. 1691 erlangte das Kloster wieder den Status einer Abtei. Wolfgang Dientzenhofer fertigte die Pläne für den 1696 vollendeten Kirchenbau. Die Gebrüder Carlo Domenico und Bartolomeo Lucchese aus Mellide am Luganersee schufen die schwere barocke Dekoration im Inneren. Der italienische Einfluss lässt sich nicht leugnen.

### Barocke Frömmigkeit
Der allgemeinen barocken Volksfrömmigkeit entsprachen die Chorherren von Speinshart um 1684 mit der Wiederbelebung der mittelalterlichen Wallfahrt zum Barbaraberg. Schließlich fertigte Pater Hugo Strauß Pläne für einen Neubau der Wallfahrtskirche im Stil des Rokoko. Von diesem von 1741 bis 1756 entstandenen Kirchenbau steht nur noch die monumentale Fassade.
In Speinshart begann im 18. Jahrhundert auch die Verehrung des gegeißelten Heilands wie in der Wieskirche bei Steingaden. Neben der Stiftskirche entstand dafür eine Kapelle zum gegeißelten Heiland, die auch noch den Namen Wieskapelle trägt. Sie ist nun im Besitz des Landkreises Neustadt an der Waldnaab und dient verschiedenen kulturellen Veranstaltungen. Michael Wild fertigte für die Stiftskirche 1745/46 den Kreuzweg mit 14 Stationen.

### Säkularisation

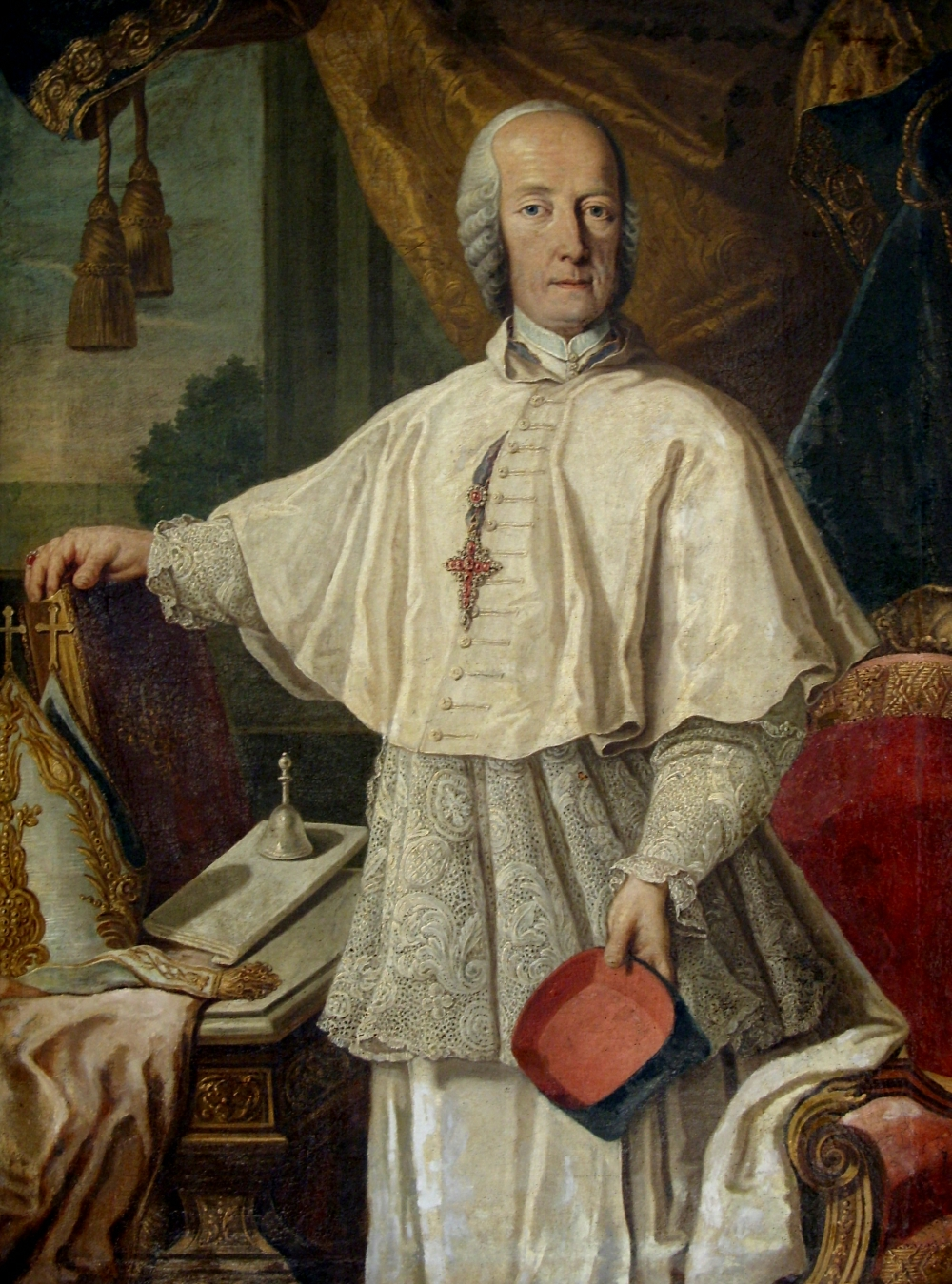
Abt Dominikus I. von Lieblein

Doch auch der barocke Prunk, der unter Abt Dominikus I. von Lieblein zur Mitte des 18. Jahrhunderts eine hohe Blüte erreichte, ging schließlich am Markustag, dem 25. April, im Jahre 1803 mit der Säkularisation zu Ende. Bereits zum zweiten Mal fiel das Kloster mit seinen Besitzungen an die weltliche Macht. Das Kloster kam zunächst in staatlichen Besitz und beherbergte in der Folgezeit unter anderem den Pfarrhof, eine Schule und das Forstamt.

### Die zweite Wiedererrichtung
Am 30. September 1921 kaufte der Prämonstratenserorden die weiträumige Klosteranlage auf Vermittlung des Münchner Domherrn Prälat Michael Hartig vom bayerischen Staat zurück. Am 2. Oktober 1921 zogen Prämonstratenser vom Stift Tepl im Egerland ein. 1923 bestätigte der apostolische Stuhl das Kloster wieder als Abtei mit allen Rechten. Zunächst übernahm Abt Gilbert Helmer von Tepl die Administration von Speinshart.

### Das Kloster heute
Der Konvent von Speinshart besteht gegenwärtig aus fünf Chorherren. Seit 2007 ist Abt Hermann-Josef Kugler von Kloster Windberg Administrator von Speinshart. Prämonstratenser aus dem Kloster Windberg und dem Kloster Roggenburg unterstützen die Gemeinschaft bei den verschiedenen Aufgaben der Pfarrseelsorge und bei der Organisation der umfangreichen Sanierungs- und Restaurierungsmaßnahmen am Klostergebäude. Im Oktober 2017 waren nach einer Bauzeit von 22 Jahren die umfangreichen Sanierungsarbeiten am Kloster Speinshart abgeschlossen. Die Kosten betrugen insgesamt mehr als 22 Millionen Euro, der Freistaat Bayern unterstützte die Sanierung mit rund 15 Millionen Euro.

## Stiftskirche

### Romanische Basilika
Im späten 12. Jahrhundert wurden die Grundmauern für eine dreischiffige romanische Basilika gelegt, die auf dem sogenannten Stifterbild in der Eingangshalle der barocken Stiftskirche zu sehen ist. Teile dieser Grundmauern, nämlich die der Chorapsiden, konnten bei Grabungen im Klostergarten gefunden werden. Am Mauerwerk sind Spolien der romanischen Basilika zu erkennen. Von einem gemalten Fenster dieser Kirche gibt es eine Zeichnung aus dem 17. Jahrhundert.

### Barocker Neubau
Als die alte romanische Klosterkirche 1691 abgebrochen war, begann der Neubau nach den Plänen von Wolfgang und Georg Dientzenhofer, die zwischen Prag und Würzburg mehrere bedeutende Bauwerke mitgeprägt haben. Der Rohbau war 1696 vollendet.

### Architektur des Innenraums
Bei der Prämonstratenser-Klosterkirche zur Unbefleckten Empfängnis Mariä handelt es sich um eine Emporen-Wandpfeilerhalle mit eingezogenem Chor. Absiden nehmen unten Kapellen und oben niedrige Emporen auf. Sowohl Kapellen wie Emporen sind mit Quertonnen gewölbt. Den Saalraum deckt eine abgeflachte Stichkappentonne. An den Stirnen der Wandpfeiler stehen Doppelpilaster. Diese tragen ein kräftiges Gebälk. Typisch für die Klosterkirche ist, dass die  Kapellen deutlich höher sind als die darüber liegenden Emporen. Die Oberkante der Emporenbrüstung liegt oberhalb der Oberkante der Gebälkzone. Ein aus Doppelpilastern und einem gedrückten Bogen gebildeter Triumphbogen leitet als Würdeformel vom Saalraum zum Chor. Charakteristisch sind insbesondere die gedrückten, wuchtigen Raumproportionen.

### Innenausstattung
Für die Gestaltung und Ausstattung des Innenraums beauftragte Abt Gottfried Blum die italienischen Brüder Carlo Domenico (Stuckateur) und Bartolomeo (Maler) Lucchese. Sie gaben dem Raum mit der schweren barocken Ausgestaltung eine italienische Prägung. Die durch Pilaster und stark hervortretende Gesimse gegliederten Wände gehen scheinbar fließend in die mit schweren Frucht- und Blütengirlanden dekorierte Decke über. Kunstvoll umrahmt heben sich im Langhaus drei großformatige Deckenfresken hervor, die von kleinen, ebenfalls freskierten Medaillons umgeben sind. Im Chorraum ist die Deckendekoration noch dichter und enger zusammengefügt.
Carlo Domenico Lucchese fertigte auch den Hochaltar aus Stuck, dieser wurde erst 1714 farbig gefasst. Das Bild der Immaculata im Hochaltar stammt vermutlich von Antonio Triva, also ebenfalls von einem italienischen Künstler. Nach der Weihe des neuen Gotteshauses 1706 nahm der Innenraum erst nach einigen Jahren seine heutige Gestalt an. Die letzten Seitenaltäre weihte Abt Otto Peißner 1722.
In der repräsentativen Vorhalle des eigentlichen Kirchenraums ist das Gründungsereignis des Klosters an der Decke in Szene gesetzt. Geschaffen wurde dieses Fresko, das sogenannte Stifterbild, nach einer mittelalterlichen Vorlage, die nicht mehr existiert. Flankiert wird die Vorhalle links von der Nepomukkapelle und rechts von der Tauf- oder Silvesterkapelle. Der Innenraum stellt ein Gesamtkunstwerk dar.

## Klosterbau

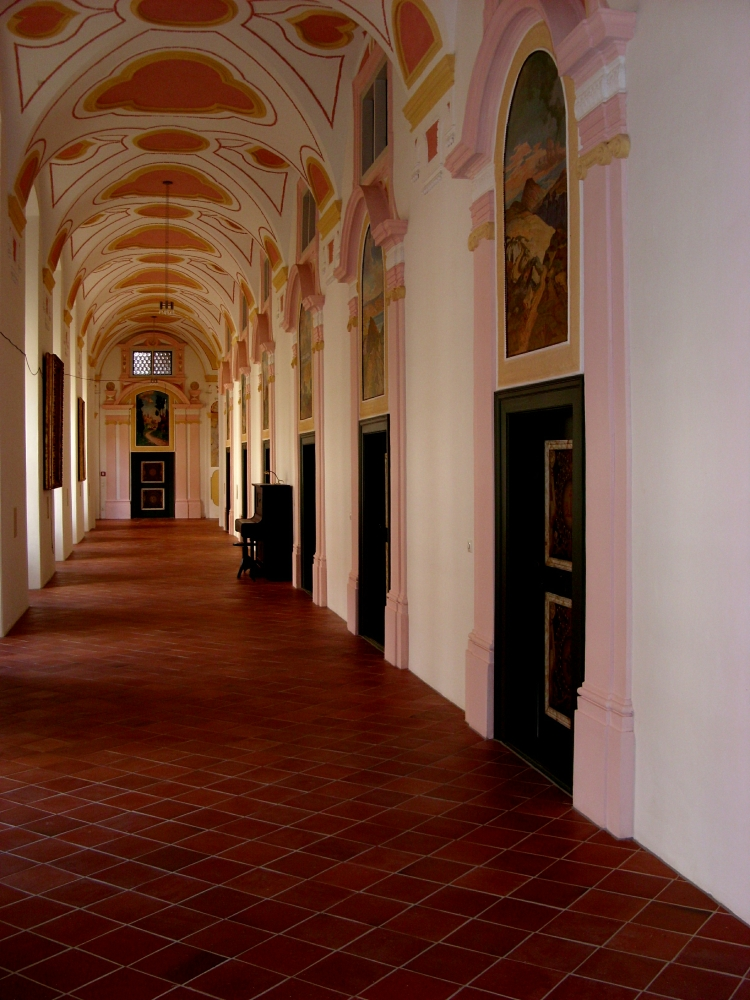
Kreuzgang im Kloster Speinshart

Der Konventtrakt, der sich über den Ost-, Süd- und Westflügel der Anlage erstreckt, beherbergt die Wohn- und Arbeitsräume der Chorherren. Ab 1674 entstanden neue Gebäude für den Konvent. Die moderne barocke Vierflügelanlage fand erst 1713 nach Vollendung der Prälatur im Westflügel ihren Abschluss. Durch das Erdgeschoss zieht sich der großzügige Kreuzgang, an den unter anderem der Kapitelsaal und das Refektorium angeschlossen sind.
Durch die beiden Obergeschosse zieht sich jeweils ein repräsentativer Gang. Im Nordtrakt, dem sogenannten Prälatenflügel, wo einst der Abt residierte, bezog die Internationale Begegnungsstätte Speinshart, das Bildungshaus des Klosters, neue Räume. Die Deckengemälde in diesen Gemächern fertigte Michael Wild. Ein Gemälde in einem der Gastzimmer zeigt den Empfang von Gästen durch den Abt; auch Christus geht auf die Abtei zu und schließt sich der vornehmen Gesellschaft an. Abt Dominikus I. von Lieblein begrüßt ihn.
Michael Wild fertigte auch ein perspektivisch gelungenes Deckenfresko in der Bibliothek. Nach der Säkularisation wurde in den Raum, der sich über zwei Geschosse erstreckte, eine Zwischendecke eingezogen; dadurch kommt dieses Bildwerk nicht mehr wie ursprünglich gewünscht zur Wirkung.

## Die Höheren Oberen der Prämonstratenserabtei Speinshart

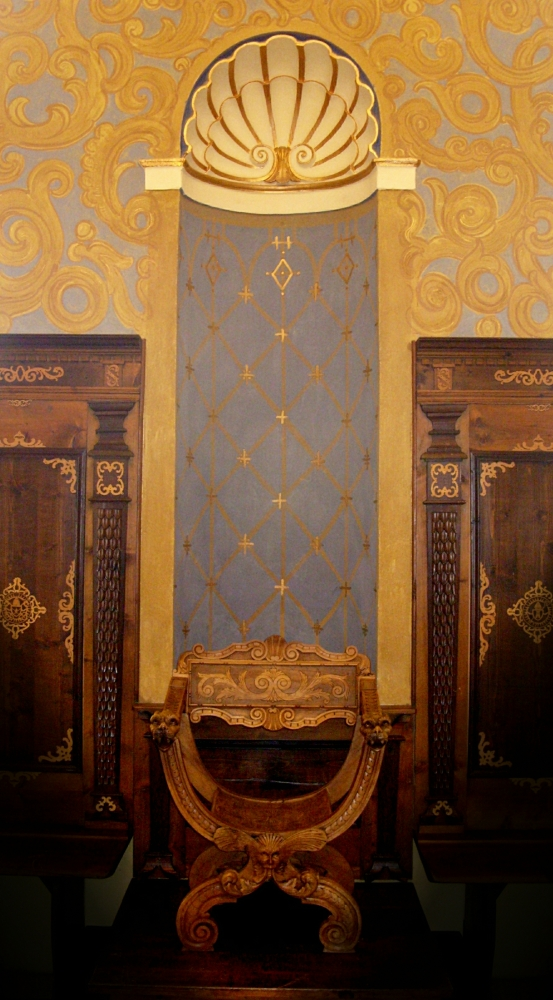
Abtsthron im Kapitelsaal

Die Liste der Höheren Oberen der Prämonstratenserabtei Speinshart gliedert sich in vier Teile. Zuerst sind die Pröpste von der Gründung des Klosters 1145 bis zur Erhebung als Abtei im Jahre 1459 genannt. Danach folgen die Äbte bis zur Aufhebung des Klosters im Zuge der Reformation im Jahre 1557. Der dritte Teil nennt die Äbte nach der Wiedererrichtung durch das Kloster Steingaden 1661 bzw. 1691 als wieder ein Abt in Speinshart gewählt wurde. Die Säkularisation bildete 1803 wieder eine Zäsur. Mit der Wiedererrichtung durch die Abtei Tepl in den Jahren 1921 bis 1923 beginnt der letzte Teil der Liste.

### Die Pröpste von Speinshart von 1145 bis 1459
- 1. Grimo, 1145–1151
- 2. Wiggerus, 1151–1162
- 3. Conradus I., 1162–1169
- 4. Rudolf, 1169–1182
- 5. Gotsalc, 1182–1203
- 6. Godefridus, 1203–1211
- 7. Hermannus, 1211–1219
- 8. Heinricus I. de Osterhoven, 1219–1227
- 9. Rupertus, 1227–1229
- 10. Conradus II., 1229–1235
- 11. Heribertus, 1235–1240
- 12. Heinricus II., 1240–1246
- 13. Cuno, 1246–1249
- 14. Arnoldus, 1249–1253
- 15. Conradus, III. 1253–1260
- 16. Johannes, 1260–1279
- 17. Conradus IV., 1279–1290
- 18. Gothard, 1290–?
- 19. Conradus V., ?–um 1303
- 20. Heinrich III., 1303–1314
- 21. Wolquinus I., 1314–um 1317
- 22. Fridericus, 1317–1321
- 23. Johannes, 1321–1332
- 24. Volquinus II., 1332–1349
- 25. Karel, 1349–1356
- 26. Erhart Reutter, 1356–1367
- 27. Gregor von Amberg, 1367–1369
- 28. Martin von Erlbeck, 1369–1386
- 29. Heinrich IV. Sack, 1386–1396
- 30. Engelhart der Wilde, 1396–1406
- 31. Conradus V. Kergl, 1406–1433
- 32. Jordan von Newesser, 1433–1456
- 33. Georg Taurus von Gunzendorf, 1457–1459

### Die Äbte von Speinshart von 1459 bis 1557
- 1. Georg Taurus von Gunzendorf, 1459–1503
- 2. Hermann Ochs von Wolframshof, 1503–1506
- 3. Konrad I. von Wichsenstein, 1506–1522
- 4. Johannes I. von Egloffstein, 1522–1539
- 5. Johannes II. Gries, 1539–1552
- 6. Johann III. Georg von Gleißenthal, 1552–1557

### Die Äbte von Speinshart von 1691 bis 1803
- 1. Gottfried Blum, 1691–1711
- 2. Otto Peißner, 1711–1734
- 3. Dominikus I. von Lieblein, 1734–1771
- 4. Eberhard Razer, 1771–1778
- 5. Hermann-Josef von Brodreis, 1778–1788
- 6. Guarinus Keiling, 1789–1794
- 7. Dominikus II. Wagner, 1794–1803

### Die Höheren Oberen von Speinshart seit 1921
- 1. Abt Gilbert Helmer (Abt von Tepl), Administrator, 1923–1944
- 2. Prälat Gereon Motyka, 1944–1969
- 3. Prälat Hermann-Josef Wolf, 1969–1992
- 4. Prior Rainer Rommers (Prior von Roggenburg) Administrator, 1992–2000
- 5. Abt Thomas Handgrätinger (Generalabt in Rom) Administrator, 2000–2006
- 6. Abt Hermann Josef Kugler (Abt von Windberg und Roggenburg) Administrator, seit 2006

## Wappen

Das Wappen der Prämonstratenserabtei Speinshart

Das Wappen der Abtei bezieht sich auf den Stifter des Klosters. Es zeigt auf roten Grund einen silbernen Turm. Das gleiche Wappen führte der Überlieferung nach auch Adelvolk von Reifenberg. Der Wappenschild ist mit der Mitra besetzt und stellt zusammen mit dem Hirtenstab dahinter die Abtswürden dar.
Auch die politische Gemeinde Speinshart trägt den Turm im Wappen. Als historischen Bezug zur Abtei zeigt das Gemeindewappen auch die Mitra.